# Ricardo Christie
Pour les articles homonymes, voir Christie.
Ricardo Christie est un surfeur professionnel néo-zélandais né le 13 octobre 1988 à Otepoti (Dunedin), en Nouvelle-Zélande. Il rejoint l'élite du surf mondial, le Championship Tour, en 2015, devenant ainsi le premier néo-zélandais à atteindre ce niveau après Maz Quinn en 2001.

## Palmarès et résultats

### Saison par saison
- 2009 :
  - 3e du Protest Vendée Pro à Bretignolles-sur-Mer (France)

- 2010 :
  - 3e du Söoruz Lacanau Pro à Lacanau (France)

- 2011 :
  - 3e du O'Neill Coldwater Classic Scotland à Thurso (Écosse)
  - 3e du Super Surf International à Imbituba (Brésil)
  - 3e du Fantastic Noodles Kangaroo Island Pro à Kingscote (Australie)

- 2013 :
  - 3e du Breaka Burleigh Pro à Gold Coast (Australie)

- 2014 :
  - 3e du SATA Azores Pro à São Miguel (Açores)

### Classements
| Année             | 2011 | 2012 | 2013 | 2014 | 2015 | 2016 | 2017 | 2018 |
| ----------------- | ---- | ---- | ---- | ---- | ---- | ---- | ---- | ---- |
| Championship Tour |      |      |      |      | 31e  |      |      |      |
| Qualifying Series | 43e  | 131e | 78e  | 16e  | 21e  | 57e  | 31e  | 8e   |